# برغر تايم
برغر تايم (بالإنجليزية: BurgerTime)‏ (باليابانية: バーガータイム) هي لعبة فيديو إلكترونية من نوع لعبة ألغاز، صدرت عام 1982م، وتدعم نظام التشغيل للآركيد ونينتندو إنترتينمنت سيستم.

## طريقة اللعب
تقوم بطلة اللعبة وهي البقرة بأن تمشي وتدوس على أي محتوى لوجبات الهامبرغر لتصبح جاهزة للزبائن، والحذر من الجراثيم التي تطارد البقرة.

## وصلة خارجية
- برغر تايم على موقع IMDb (الإنجليزية)

- Football International at موبي جيمز
- برغر تايم على موقع القائمة القاتلة لألعاب الفيديو
- برغر تايم على موبي غيمز
- Beef Drop على موبي غيمز, a BurgerTime clone.
- برغر تايم guide في موقع ستراتيجي ويكي
- BurgerTime video capture